# Loretta Ford
Loretta C. Ford (de soltera Pfingstel; Nueva York, 28 de diciembre de 1920–22 de enero de 2025)  fue una enfermera estadounidense y la co-fundadora del primer programa de enfermeras especialistas. Junto con el pediatra Henry Silver, Ford puso en marcha el programa de enfermería pediátrica en la Universidad de Colorado en 1965. En 1972, Ford se unió a la Universidad de Rochester como decana fundadora de la escuela de enfermería.

## Primeros años
Loretta Ford nació el 28 de diciembre de 1920, en Nueva York. De joven quería ser maestra, pero la situación económica de su familia la llevó a elegir un camino educativo menos costoso. Cuando Ford se graduó de la escuela secundaria a los 16 años, era demasiado joven para ingresar a un programa de capacitación de posgrado, por lo que trabajó en el Hospital General de Middlesex (ahora Hospital Universitario Robert Wood Johnson) en Nuevo Brunswick, Nueva Jersey como asistente de enfermería.
Mientras trabajaba en el hospital, Ford vivió y estudió con estudiantes de enfermería, y decidió dedicarse a la enfermería como carrera. Después de un año y medio como asistente de enfermería, Ford ingresó al programa de enfermería en Middlesex General y recibió su Diploma en Enfermería en 1941.

## Carrera
Después de graduarse, Ford se unió al Servicio de Enfermeras Visitantes (VNS) de New Brunswick. Sin embargo, su permanencia en VNS fue de corta duración. En 1942, tras la muerte de su prometido en la Segunda Guerra Mundial, Ford se unió las Fuerzas Aéreas del Ejército de los Estados Unidos. Tenía la esperanza de ingresar al entrenamiento de enfermera de vuelo, pero se le negó debido a su visión y, en cambio, sirvió en hospitales base en Florida y Maine. A través del G.I. Bill, Ford Ford pudo asistir a la Universidad de Colorado en Boulder (CU), donde completó una licenciatura en enfermería con un certificado de Enfermería en Salud Pública (1949) y una maestría en Supervisión de Enfermería en Salud Pública (1951).
En CU, Ford fue asesorada e impactada por varias figuras influyentes en enfermería y salud pública, incluidas Lucile Petry Leone, Pearl Parvin Coulter y Henrietta Loughran. Durante ese periodo de tiempo, Ford también trabajó como enfermera de salud pública para el Condado de Boulder y finalmente se convirtió en directora de enfermería en el departamento de salud de la ciudad y el condado de Boulder. 
En 1961, Ford recibió su Doctorado en Educación también de la Universidad de Colorado. Su trabajo de doctorado fue en el desarrollo de casos en la administración de enfermería de salud pública y fue apoyado a través de una beca de la Liga Nacional de Enfermería. Antes de completar su EdD, Ford ya era profesora asistente en la Escuela de Enfermería de la Universidad de Colorado en Denver, y luego obtuvo la cátedra completa en 1965. Fue durante su mandato en CU cuando Ford codesarrolló el primer programa  de practicantes de enfermería. En 1971, fue elegida miembro de la Academia Nacional de Medicina. Ford se convirtió en la decana fundadora de la escuela de enfermería de la Universidad de Rochester en 1972. En la Universidad de Rochester, Ford desarrolló el modelo de unificación de la enfermería.

## Fundación de programas de enfermería especializada
Como enfermera de salud pública del condado de Boulder, Ford trabajó en las zonas rurales de Colorado en las décadas de 1940 y 1950. A través del programa de enfermería de salud pública de CU, Ford se convirtió en una de las primeras maestras, capacitando a estudiantes del Servicio de Enfermería Visitante de Denver en estas comunidades. Durante este tiempo, notó un déficit de atención en estas comunidades, que ella y otras enfermeras llenaron las clínicas de salud temporalmente. Esta experiencia le confirmó que las enfermeras podrían llenar de forma independiente los vacíos en la atención médica si se les ofreciera capacitación especializada. Ford tuvo ocasión de comenzar a desarrollar la capacitación especializada que imaginó a través de la Comisión Interestatal Occidental para la Educación Superior en Enfermería. Con esta organización, Ford formó parte de un equipo de educadores que desarrolló un plan de estudios clínico especializado para la salud comunitaria, un plan de estudios que trajo a CU para desarrollarlo aún más.
En 1965, Ford se unió al pediatra Henry Silver para crear el programa de enfermería pediátrica en la Universidad de Colorado. Este fue el primer programa para enfermeras practicantes en los Estados Unidos. El programa se introdujo en un artículo de la revista Pediatría como «un nuevo programa educativo y de capacitación en pediatría para enfermeras profesionales que se ha desarrollado para brindar mayor atención médica a los niños tanto en áreas rurales como urbanas».
Los primeros programas de enfermeras practicantes enfrentaron la oposición de los profesores establecidos en las escuelas de enfermería. Debido al componente médico del plan de estudios, los médicos ahora participan en la formación de enfermeras. A los oponentes les preocupaba que esto condujera a una relación de supervisión entre enfermeras y médicos, en lugar de una relación de cooperación entre colegas independientes. Los críticos sintieron que este enfoque permitiría que la medicina usurpara la enfermería. Además, había una gran cantidad de prejuicios en torno a las habilidades de las enfermeras que Ford se esforzó por superar en aquellos primeros programas de enfermeras practicantes

## Modelo de Unificación de Enfermería
Durante su mandato como decana en la Universidad de Rochester, Ford desarrolló un enfoque holístico de la educación en enfermería llamado Modelo de Unificación de Enfermería. El modelo está diseñado para incluir la educación, la investigación y la práctica clínica en la formación de enfermeras.

## Premios
En 1989, Ford recibió el premio  Ruth B. Freeman en la Sección de Enfermería de Salud Pública de la Asociación Estadounidense de Salud Pública. En 1990, recibió el premio Gustav O. Lienhard de la Academia Nacional de Medicina. Ford fue nombrada Leyenda Viviente por la Academia Americana de Enfermería en 1999. En 2003, recibe el Premio a la Trayectoria de The Nurse Practitioner. Fue honrada con el premio Elizabeth Blackwell de las Universidades de Hobart y William Smith ese mismo año; el premio honra a "una mujer cuya vida ejemplifica un destacado servicio a la humanidad". Fue incluida en el Salón Nacional de la Fama de Mujeres en 2011. En 2012, fue incluida en el Salón de la Fama de las Mujeres de Colorado. La Dra. Ford tiene doctorados honorarios de seis universidades.

## Vida personal
Mientras era estudiante, Loretta se casó con William Ford en 1947 y su hija nació en 1952.
Ford se retiró en 1985 y se mudó a Florida.